# Химна Панаме
Himno Istmeño је химна Панаме. 
Рефрен

-{Alcanzamos por fin la victoria

En el campo feliz de la unión;

Con ardientes fulgores de gloria

Se ilumina la nueva nación.

Es preciso cubrir con un velo

Del pasado el calvario y la cruz;

Y que adorne el azul de tu cielo

De concordia la espléndida luz. 

El progreso acaricia tus lares.
Al compás de sublime canción,

Ves rugir a tus pies ambos mares

Que dan rumbo a tu noble misión. 
}-
(Рефрен) 

-{En tu suelo cubierto de flores

A los besos del tibio terral,

Terminaron guerreros fragores;

Sólo reina el amor fraternal. 

Adelante la pica y la pala,

Al trabajo sin más dilación,

Y seremos así prez y gala

De este mundo feraz de Colón.
}-
(Рефрен)